# 6790 Pingouin
6790 Pingouin eller 1991 SF1 är en asteroid i huvudbältet som upptäcktes den 28 september 1991 av den japanska astronomen Satoru Otomo i Kiyosato. Den är uppkallad efter fågeln, Pingouin.
Asteroiden har en diameter på ungefär 5 kilometer.